# Juegos Asiáticos de 1986
Los X Juegos Asiáticos se celebraron en Seúl (Corea del Sur), del 20 de septiembre al 5 de octubre de 1986, bajo la denominación Seúl 1986.

Participaron un total de 4839 deportistas representantes de 22 países miembros del Consejo Olímpico de Asia. El total de competiciones fue de 270 repartidas en 25 deportes.

## Historia
Seúl realizó la décima edición de los Juegos Asiáticos y les sirvió de preparación para acoger los Juegos Olímpicos de Seúl 1988. Además fue la primera vez que el evento estuvo bajo el control de la naciente organización llamada Consejo Olímpico de Asia.

## Medallero
| Núm. | País           | Oro | Plata | Bronce | Total |
| ---- | -------------- | --- | ----- | ------ | ----- |
| 1    | China          | 94  | 82    | 46     | 222   |
| 2    | Corea del Sur  | 93  | 55    | 76     | 224   |
| 3    | Japón          | 58  | 76    | 77     | 211   |
| 4    | Irán           | 6   | 6     | 10     | 22    |
| 5    | India          | 5   | 9     | 23     | 37    |
| 6    | Filipinas      | 4   | 5     | 9      | 18    |
| 7    | Tailandia      | 3   | 10    | 13     | 26    |
| 8    | Pakistán       | 2   | 3     | 4      | 9     |
| 9    | Indonesia      | 1   | 5     | 4      | 10    |
| 10   | Hong Kong      | 1   | 1     | 3      | 5     |
| 11   | Catar          | 1   | 0     | 3      | 4     |
| 12   | Líbano         | 1   | 0     | 1      | 2     |
| 12   | Baréin         | 1   | 0     | 1      | 2     |
| 14   | Malasia        | 0   | 5     | 5      | 10    |
| 15   | Irak           | 0   | 5     | 2      | 7     |
| 16   | Jordania       | 0   | 3     | 1      | 4     |
| 17   | Kuwait         | 0   | 1     | 7      | 8     |
| 18   | Singapur       | 0   | 1     | 4      | 5     |
| 19   | Arabia Saudita | 0   | 1     | 0      | 1     |
| 20   | Nepal          | 0   | 0     | 8      | 8     |
| 21   | Bangladés      | 0   | 0     | 1      | 1     |
| 21   | Omán           | 0   | 0     | 1      | 1     |
| TOT  |                | 270 | 268   | 299    | 837   |